# 腦血管疾病
腦血管疾病（英語：Cerebrovascular disease）包含所有影響腦血管和腦部血液循環的醫學症狀疾病。腦血管疾病的常見病徵為供應腦部氧氣和養分的動脈受損或畸形（變形）。

## 文獻
1. 1 2  . www.nhs.uk.   [2015-09-01]. （原始内容存档于2017-10-11）.
2. ↑  . www.revespcardiol.org.   [2015-09-01]. （原始内容存档于2019-06-09）.
3. ↑  . www.nlm.nih.gov.   [2015-09-01]. （原始内容存档于2006-11-24）.

## 進一步閱讀
- Chan, Pak H. . Cambridge University Press. 2002-03-28. ISBN 9781139439657.